# Moeraske
Het Moeraske is een natuurreservaat gelegen op het grondgebied van de Belgische gemeenten Evere en Haren. Het gebied is sedert 1984 een beschermd landschap en staat geregistreerd op de Inventaris van Natuurlijk Erfgoed van het Brussels Hoofdstedelijk Gewest.
Het 14 hectare grote Moeraske is een restant van de vochtige biotopen die kenmerkend waren voor de Zennevallei. Het werd in 1979 voor de eerste maal geïnventariseerd door leden van 't Smelleken, een jeugdvereniging voor natuurstudie, natuureducatie en natuurbescherming. Er werd toen met steun van de Stichting Leefmilieu een brochure opgesteld.

## Geschiedenis
Het was tijdens de aanleg, tussen juni 1834 en mei 1835, van de spoorlijn tussen Brussel en Mechelen (huidige lijn 25) dat de Kerkebeekvallei voor het eerst ontwikkeld werd. In 1866 werd een tweede spoorlijn aangelegd tussen Schaarbeek en Leuven om de reis tussen Brussel en Luik te verkorten. Vanaf de jaren 1900 richtten de Belgische Staatsspoorwegen (toekomstige NMBS) in de vlakte tussen de Kerkebeek en de Zenne een gigantisch rangeerstation op met een locomotiefloods en garage en herstellingsfaciliteiten. Op een onbekende datum (in de jaren 1910 of 1920) werd er een spoorverbinding in de richting van Evere aangelegd, die de Kerkebeekvallei verlaat via een dijk. Deze ontwikkelingen namen ook een deel in van het Schaarbeekse Walckierspark.
In het midden van de twintigste eeuw bestond de site voornamelijk uit weilanden, boomgaarden, velden en moestuinen met enkele verspreide groepen huizen. 
Begin jaren tachtig vonden de grootste veranderingen plaats. Om de voortzetting van de snelweg A1 naar het centrum van de hoofdstad te bouwen, worden langs de rechteroever van de Kerkebeek dijken opgetrokken tot aan het niveau van het Walckierspark. Een deel van de basis is al aangelegd wanneer de werken worden gestaakt. Een regulerend bekken om het water vele aangrenzende bronnen op te vangen uit is dan nog niet aangetast door de werken. Het is dit bekken dat de vijver en in de loop van de tijd het Moeraske-moeras is geworden.
In 1984 besliste de Brusselse agglomeratie, die verantwoordelijk is voor de ruimtelijke ordening, om de 14 hectare van de site aan te merken als een groene zone met een hoge biologische waarde. In 1989 vertrouwden het Brussels Hoofdstedelijk Gewest en de gemeente Evere het beheer toe aan Natuurpunt. Op 9 maart 1995 heeft het Brussels Hoofdstedelijk Gewest de 4,5 hectare moerasgebied aangemerkt als natuurreservaat. Later waren er verschillende Infrabel-projecten met betrekking tot de Thalys-route op de site van het opleidingsstation Schaarbeek-Haren.  Door hun nabijheid tot het Moeraske zouden die tot gevolg zou hebben gehad dat de wateren van de Kerkebeek niet konden binnendringen. Om het moeras te redden werd het traject verplaatst.

## Ecosysteem
Het Moeraske bestaat uit moeras, braakland, vijver en plassen, struweel, beboste helling met loofbomen en broek. Er komen zowat 350 plantensoorten voor waaronder nogal wat soorten die typisch zijn voor moerasland. Enkele invasieve exoten zijn ook aanwezig, met name Japanse duizendknoop is een pest. Ornithologen kunnen er een hoog aantal verschillende soorten vogels ontdekken en in het water komen drie kikkersoorten en 2 soorten salamanders voor. Het moerasgebied wordt gevoed door de Kerkebeek, die in Haren ontspringt en hier in de vijver uitmondt. Het Moeraske staat sterk onder druk van vandalisme. Er worden maandelijks gegidste wandelingen georganiseerd (franstalig) in natuurreservaat Het Moeraske waartoe ook het afgesloten Walckierspark behoort.